# Eumorphus bipunctatus
Eumorphus bipunctatus là một loài bọ cánh cứng trong họ Endomychidae. Loài này được Perty miêu tả khoa học năm 1831.